# Wladimir Anatoljewitsch Jewtjukow
Wladimir Anatoljewitsch Jewtjukow (russisch Владимир Анатольевич Евтюков, * 1983) ist ein russischer Bogenbiathlet.
Wladimir Jewtjukow gewann bei den Juniorenrennen der Bogenbiathlon-Weltmeisterschaften 2004 in Pokljuka den Titel mit der russischen Staffel. Im Massenstartrennen errang er die Bronzemedaille, in Sprint und Verfolgung verpasste er weitere Medaillen als Viertplatzierter denkbar knapp. Bei den Männern kam er erstmals bei den Bogenbiathlon-Weltmeisterschaften 2005 bei einer internationalen Meisterschaft zum Einsatz und wurde an der Seite von Pawel Borodin, Igor Samoilow und Maxim Menschikow Weltmeister im letztmals ausgetragenen Staffelwettbewerb. Zwei Jahre später gewann er in Moskau im Verfolgungsrennen hinter Hiroyuki Urano die Silbermedaille, im Massenstartrennen Bronze hinter Konstantin Pogorelow und Vid Vončina. Wiederum ein Jahr später war Jewtjukow bei den bislang letzten ausgetragenen internationalen Meisterschaften in der Sportart, den Bogenbiathlon-Europameisterschaften 2008 in Chimki, erneut erfolgreich am Start und gewann im Massenstartrennen hinter Kirill Malzew und Pawel Borodin die Bronzemedaille, im Sprint Silber hinter Andrei Michailow. In der Verfolgung verpasste er als Vierter und knapp elf Sekunden hinter dem Dritten Borodin eine weitere Medaille. Gemeinsam mit Malzew wurde er als bester Bogenschütze der Meisterschaften ausgezeichnet mit nur 25 % verfehlten Scheiben.

## Belege
1. ↑  Offizielle Ergebnislisten (Memento vom 12. August 2012 im Internet Archive) (PDF; 464 kB)

| Personendaten    | Personendaten                                                                            |
| ---------------- | ---------------------------------------------------------------------------------------- |
| NAME             | Jewtjukow, Wladimir Anatoljewitsch                                                       |
| ALTERNATIVNAMEN  | Evtuhov, Vladimir; Yevtyukov, Vladimir; Ewtjukow, Wladimir; Евтюков, Владимир (russisch) |
| KURZBESCHREIBUNG | russischer Bogenbiathlet                                                                 |
| GEBURTSDATUM     | 1983                                                                                     |